# Agathyrno da Silva Gomes
Agathyrno Silva Gomes (Rio de Janeiro, 27 de novembro de 1927 - Rio de Janeiro, 17 de novembro de 2015) foi advogado com mais de 50 anos de atuação na cidade do Rio de Janeiro e presidente do Club de Regatas Vasco da Gama entre 1969 e 1979.

## Trajetória no clube
Agathyrno tornou-se sócio do Vasco da Gama aos 16 anos de idade como presente oferecido pelo pai por ter sido aprovado no Colégio Pedro II e, na década de 1940, participou do time de remo do clube.
Em 1959 foi eleito pela primeira vez para o conselho deliberativo do Vasco e, a partir daí, foi reeleito consecutivamente por vários mandatos, assumindo diversas diretorias do clube. Em 1967 foi eleito vice-presidente do clube e, com a cassação do mandato do presidente Reinaldo de Mattos Reis, assumiu a presidência.

## Período na presidência
Aos 42 anos de idade Agathyrno tornou-se um dos presidentes mais jovens da história do Vasco. Entretanto, assumiu em um momento difícil da história do clube, que amargava seu maior jejum de títulos no futebol estadual, uma vez que não conquistava o Campeonato Carioca havia 11 anos. A pressão da torcida era grande, e os rivais contavam com times muito fortes, mas Agathyrno mostrou que tinha estrela: poucos meses depois de assumir a presidência e contra todos os prognósticos, o Vasco se sagrou campeão carioca em 1970. Além disso, o Vasco da Gama também venceu o Campeonato Carioca de Remo daquele ano, consagrando-se "Campeão de Terra e Mar".
Já naquela época o Vasco passava por dificuldades financeiras. Em entrevista no início de 1971, Agathyrno afirmava: "Patrimônio e finanças são alicerces do meu programa para 1971, isto sem descuidar do futebol, remo, atletismo, basquetebol, que retocaram o ano de ouro que foi 1970". Naquele momento, o presidente tentava readequar o estádio São Januário para receber novamente os jogos do Vasco e assim aferir mais receitas com os ingressos, o que conseguiu algum tempo depois ao finalizar uma grande reforma.
Sua gestão ficou marcada pelo surgimento de Roberto Dinamite em 1971. O jogador se transformaria, nos anos seguintes, no maior ídolo da história do clube. Foi o maior goleador da história do Vasco, com 705 gols, e o atleta com mais jogos disputados (1.110 jogos oficiais). Muitos anos mais tarde, Roberto Dinamite foi eleito presidente do clube por dois mandatos consecutivos.
Em 1972, em um lance de ousadia de Agathyrno, o Vasco contratou o tricampeão mundial Tostão junto ao Cruzeiro, vencendo uma acirrada disputa com o rival Fluminense. Foi a transferência de maior valor entre clubes nacionais até então. Entretanto, a contratação acabou se transformando em um grande fiasco: pouco tempo depois, o jogador constatou uma séria lesão na retina de um de seus olhos, e foi aconselhado por médicos a deixar de jogar futebol, sob o risco de ficar cego do olho afetado. Assim, menos de um ano depois de chegar ao Vasco, tendo custado uma fortuna, Tostão jogou sua última partida como futebolista profissional em fevereiro de 1973, abandonado o esporte logo em seguida. No total, foram apenas 44 jogos e 7 gols do jogador com a camisa cruzmaltina. A decepção e o prejuízo com a contratação do craque mineiro perseguiram Agathyrno por toda a vida, e ele admitiu, mais de 40 anos depois de realizar a compra do atacante, que ainda não havia digerido a frustração.
Em 1973 foi reconduzido à presidência do clube.
Em 1974 o Vasco conquistou o título inédito de campeão brasileiro, vencendo o Cruzeiro na final no estádio do Maracanã. Foi o título mais importante conquistado pelo clube durante a gestão de Agathyrno.
Em 1976 vence novamente as eleições para presidente do Vasco, batendo a chapa encabeçada por João Maria Medrado Dias.
Em 1977 o Vasco seria mais uma vez campeão carioca, vencendo a final nos pênaltis contra o rival o Flamengo. Este seria o último título do Vasco sob o comando de Agathyrno.
Os dois anos seguintes foram negativos para o futebol do Vasco. Perdeu as finais dos estaduais de 1978 e 1979 para o Flamengo, e a final do Campeonato Brasileiro de Futebol de 1979 para o Internacional de Porto Alegre.
A pressão gerada pelas derrotas consecutivas, somada ao natural desgaste pelos sucessivos anos de gestão fizeram com que Agathyrno perdesse a eleição de 1979, encerrando seu período no comando do clube.
Em 1982 disputou novamente as eleições para presidente do clube, mas foi derrotado.

## Reconhecimento
Sendo sócio do clube por mais de 70 anos, e em função de sua dedicação e atuação destacada na defesa dos interesses do Vasco, Agathyrno foi reconhecido como Grande Benemérito do Vasco do Gama, tendo cumprido mandato como presidente do Conselho de Beneméritos logo após deixar a presidência do clube.

## Falecimento
Agathyrno faleceu de causas naturais no dia 17 de dezembro de 2015, aos 87 anos de idade. Em homenagem a seu ex-presidente, o Vasco da Gama decretou um luto oficial de três dias.